# SuitSat

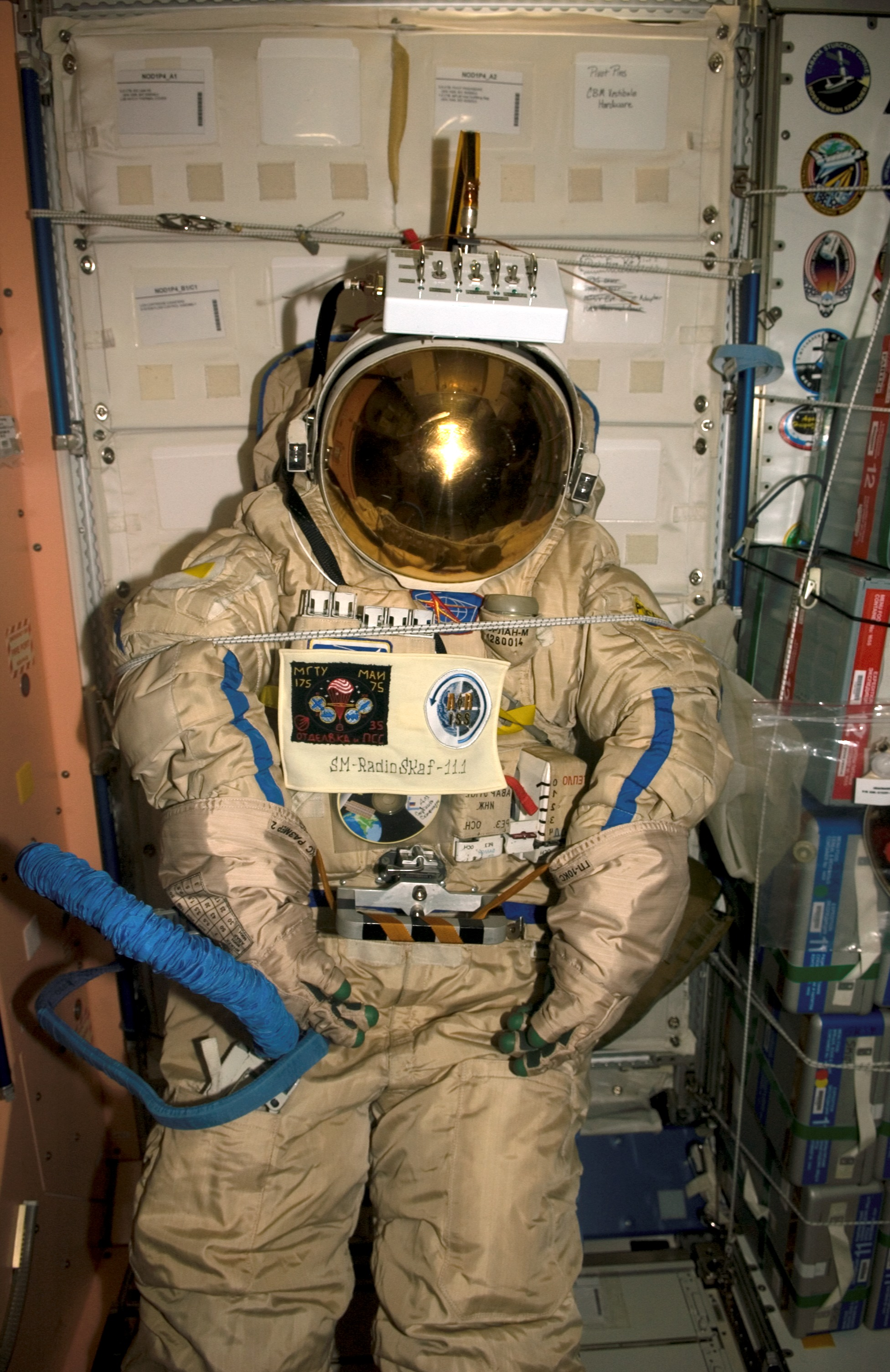
SuitSat an Bord der ISS

SuitSat bzw.  Radioskaf (russisch Радиоскаф) ist ein Satellit, der am 3. Februar 2006 UTC von der Internationalen Raumstation ISS ausgesetzt wurde. Ihm wurde OSCAR-Nummer 54 zugewiesen; da die AMSAT an der Planung maßgeblich beteiligt war, lautet die vollständige OSCAR-Kennung: AMSAT-OSCAR 54 (kurz: AO-54).
Es handelt sich dabei tatsächlich „nur“ um einen alten russischen „Orlan-M“-Raumanzug mit blauen Streifen, der mit drei zusätzlichen Batterien, einem Sender, Sensoren und einem Handgriff ausgestattet wurde. Der Anzug gelangte am 16. September 2001 zusammen mit der Pirs-Luftschleuse zur Raumstation und wurde bei drei Außenbordaktivitäten eingesetzt (im Januar 2002 von Juri Onufrijenko, im August 2002 von Waleri Korsun und 2003 von Michael Foale).
Die für den Umbau benötigten Teile wurden im September 2005 mit dem Transportraumschiff Progress M-54 zur Station gebracht und von den Raumfahrern installiert.

## Ablauf der Mission
SuitSat wurde während der zweiten Außenbordaktivität der ISS-Expedition 12 um 23:03 UTC am 3. Februar 2006 ausgesetzt. Dabei nahmen die beiden Raumfahrer den Raumanzug mit in den Weltraum und Waleri Tokarew stieß ihn mit dem in Hüfthöhe angebrachten Griff ab. Dabei musste eine bestimmte Richtung eingehalten werden. Beim vorausgegangenen Ausstieg wurde ein ähnliches Verfahren angewendet, um das Messgerät Floating Potential Probe von der Station zu entfernen.
Der Satellit, in Form eines alten russischen „Orlan-M“-Raumanzuges, sollte ungefähr sechs Wochen die Erde umkreisen, bevor er in der Atmosphäre verglüht. Es wurde geschätzt, dass SuitSat bis zu vier Tage lang funktionieren wird. Die Stromversorgung erfolgte von den im Raumanzug vorhandenen Batterien, unterstützt durch einige weitere in den hinzugefügten Bauteilen. Um deren Lebensdauer zu verlängern, sollte die Heizung des Raumanzuges ausgeschaltet werden.
Der umgebaute Raumanzug sendete als Amateurfunksatellit ein Funksignal auf der Frequenz 145,990 MHz. Zuerst wurde eine Kennung in englischer Sprache gesendet: „This is SuitSat-1, RS0RS“, gefolgt von Grüßen in fünf verschiedenen Sprachen und von Telemetriedaten. Diese Informationen wurden in Englisch gesendet. Dazu ist ein Sprachsynthesizer eingebaut gewesen. Am Ende einer jeden Übertragung sollte ein Bild per Slow Scan Television gefunkt werden. Es gab einen Wettbewerb um die Entschlüsselung dieses Bildes.
Der letzte bestätigte Empfang des Signals von SuitSat-1 erfolgte am 18. Februar 2006 um 06:36 Uhr (UTC). Somit arbeitete SuitSat-1 14 Tage, 7 Stunden und 34 Minuten lang im Orbit.

## Flugbahn

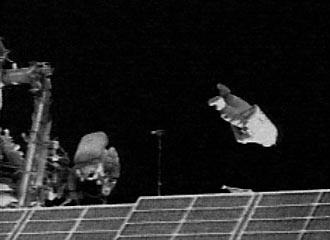
Start von SuitSat-1 (rechts)

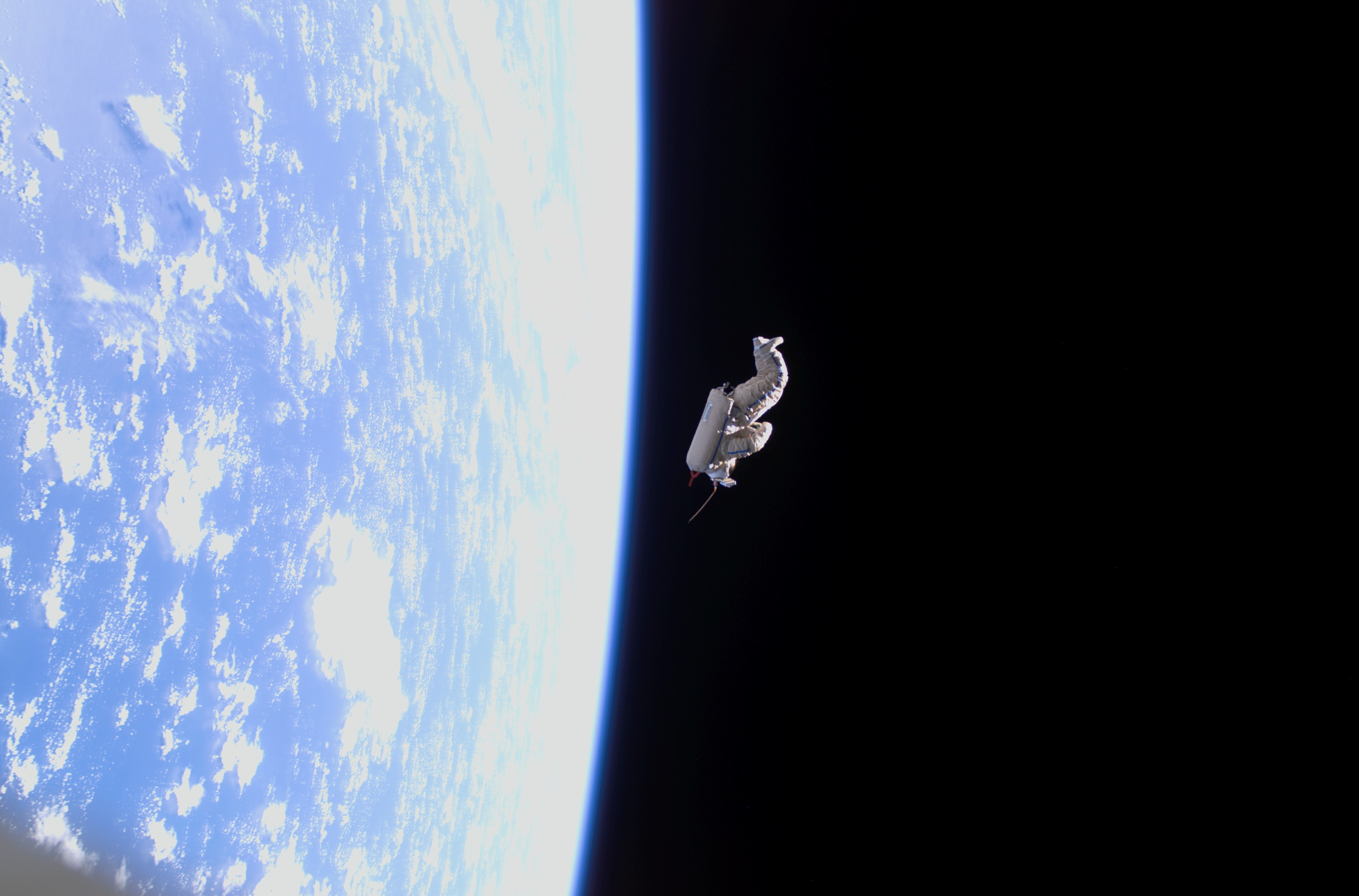
SuitSat-1 kurz nach dem Start

Ein interessanter Aspekt der Mission ist die Flugbahn des alten Raumanzuges. SuitSat wurde von der russischen Schleuse Pirs aus gestartet. Diese zeigt zur Erde. Der Raumanzug wurde dabei in die Flugrichtung nach hinten gestartet. Man nimmt an, dass die Anfangsgeschwindigkeit bis zu 60 cm/s betragen wird. Der Raumanzug hat sich bis zu einer Entfernung von ca. 300 m von der Station entfernt und ist in einen niedrigeren Orbit eingetreten, bevor er sich langsam wieder der ISS näherte. Er flog knapp unter der Raumstation entlang und überholte diese. Beim weiteren Einschwenken in den neuen Orbit nahm der Raumanzug Geschwindigkeit auf und bewegte sich in Flugrichtung von der Station weg. Nach einer Erdumkreisung hatte SuitSat eine Entfernung von 8 km, nach einem Tag hat sich diese Distanz auf mindestens 80 km vergrößert. Für einen Betrachter von der Erde entspricht das einem Abstand von ungefähr 10 s.
Bei der weiteren Umkreisung der Erde wird der Raumanzug stärker abgebremst und wird sich immer weiter in Richtung Erde bewegen. Durch den niedrigeren Orbit nimmt gleichzeitig die Geschwindigkeit zu, mit der er sich von der Station wegbewegt.
Alle anderen Startrichtungen können für die Internationale Raumstation eine Gefahr darstellen. Ein Start direkt Richtung Erde oder entgegengesetzt würde den Anzug zu einem Satelliten der Station werden lassen. Grund hierfür ist, dass die Umlaufgeschwindigkeit des Raumanzuges um die Erde dieselbe ist, wie die der Station, da der Startvektor rechtwinklig zur Umlaufrichtung der Raumstation ist.
Ein Start in Flugrichtung würde einen langsameren und höheren Orbit erzielen. Da SuitSat stärker als die Raumstation abgebremst wird und in tiefere, schnellere Orbits einträte, würden sich beide Bahnen vielmals kreuzen.

## Downlinksequenz
Downlink (MHz): 145,990
Um die Lebensdauer von SuitSat-1 zu erhöhen, wurde zwischen jeder Sprachmeldung eine Pause von 30 s eingefügt.
Die Sequenz hat die Abfolge
1. SuitSat-ID-Meldung (5 s)
2. internationale Sprachmeldungen
3. Telemetriedaten  oder ein SSTV-Bild (15–45 s)

gefolgt von einer 30-sekündigen Pause. Dann beginnt die Sequenz von vorn.
Die internationale Meldung besteht aus
1. Telemetriedaten (als Sprachmeldung)
2. russische Nachricht
3. „Europe Student Message“ (spanisch und deutsch)
4. „Bauman Institute Message“ (russisch)
5. „Canada Student Message“ (französisch)
6. „Mr. Alexandrov Message“ (englisch)
7. „Japan Student Message“ (japanisch)
8. „USA Student Message“ (englisch)
9. SSTV-Bild